# Georg Mohr-konkurrencen
Georg Mohr-konkurrencen er en matematikkonkurrence for studerende på de gymnasiale uddannelser i Danmark. Den er opkaldt efter den danske matematiker Georg Mohr.
Formålsparagraffen lyder:
| „ | Formålet med Georg Mohr-Konkurrencen er at stimulere interessen for matematik ved at udfordre de dygtigste elever med opgaver der i sværhedsgrad ligger ud over det de møder i den daglige undervisning. Desuden fungerer konkurrencen som et led i udvælgelsen af deltagere til IMO, Internationale Matematik-Olympiade. | “ |

## Procedure

### Indtil 2005
Indtil 2005 afholdtes konkurrencen udelukkende som anden runde beskrevet herunder.

### Siden 2006

#### 1. runde
Siden 2006 er konkurrencen blevet afholdt i to runder. Den første runde består af i alt tyve opgave: ti multiple choice-opgaver, samt ti opgaver hvor der skal findes et facit. Ved den første runde har eleven en svartid på 90 minutter (tidligere 45 minutter, svarende til en normal undervisningstime), uden hjælpemidler. 
Elever med "et godt resultat" (specificeret som 10 ud af 20 korrekte svar) modtager et diplom, og elever med 12 ud af 20 korrekte svar (førhen var kravet 10 ud af 20 rigtige svar) kvalificerer sig samtidigt til 2. runde.

#### 2. runde
| Point | 06  | 07  | 08  | Sum  | %        |
| --- | --- | --- | --- | ---- | -------- |
| 20 | 0   | 2   | 4   | 0006 | 000,2340 |
| 19 | 0   | 0   | 2   | 0002 | 000,0779 |
| 18 | 0   | 1   | 0   | 0001 | 000,0390 |
| 17 | 0   | 3   | 2   | 0005 | 000,1940 |
| 16 | 0   | 5   | 1   | 0006 | 000,2340 |
| 15 | 1   | 8   | 3   | 0012 | 000,4680 |
| 14 | 4   | 10  | 4   | 0018 | 000,7010 |
| 13 | 3   | 15  | 3   | 0021 | 000,8180 |
| 12 | 8   | 43  | 6   | 0057 | 002,2200 |
| 11 | 15  | 27  | 9   | 0051 | 001,9900 |
| 10 | 27  | 26  | 8   | 0061 | 002,3800 |
| 9 | 27  | 30  | 26  | 0083 | 003,2300 |
| 8 | 45  | 42  | 45  | 0132 | 005,1400 |
| 7 | 44  | 54  | 31  | 0129 | 005,0300 |
| 6 | 52  | 55  | 52  | 0159 | 006,2000 |
| 5 | 84  | 60  | 78  | 0222 | 008,6500 |
| 4 | 92  | 63  | 246 | 0401 | 015,6000 |
| <4 | 373 | 377 | 449 | 1199 | 046,7000 |
| Vind. | 17  | 19  | 19  | 0055 | 002,1400 |
| Dipl. | 131 | 140 | 113 | 0384 | 015,0000 |
| Sum | 776 | 821 | 969 | 2566 | 100,0000 |
| Den grønne streg afmærker grænsen for vindende besvarelser. Den blå streg afmærker grænsen for diplomvindende besvarelser. |     |     |     |      |          |

2. runde er en firetimers prøve uden hjælpemidler bestående af 5 større opgaver. De bedømmes af to censorer, der giver hver opgave fra 0 til 4 point. Dermed er det maksimale pointantal 20.
I perioden 2. runde-testen har været en del af konkurrencen (2006-2008) har kun seks prøver ud af over 2500 opnået topkarakteren. Dette svarer til cirka 2 promille.
De cirka 20 bedste besvarelser (varierer fra år til år) fra 2. runde udnævnes som "vindere" og inviteres, sammen med et antal "wildcards" (elever fra 1. og 2. årgang der ikke vandt, men klarede sig godt) til et vinderseminar, der kan føre til udtagelse til den nordiske matematikkonkurrence, og dernæst til konkurrencerne International Mathematical Olympiad og Baltic Way.